# Bodegas Paternina
Bodegas Paternina es una empresa vitivinícola y licorera de origen español. La empresa tiene su sede en Haro, La Rioja y cotizó en la Bolsa de Madrid hasta el año 2009 que es excluida.

## Historia
La bodega original, fundada en Ollauri por Federico Paternina, fue inaugurada en 1896. En 1922 amplió su actividad construyendo una gran bodega en la ciudad de Haro, con moderna maquinaria e innovadoras instalaciones. La "Bodega Paternina" fue adquirida en 1984 por Marcos Eguizábal, junto con las "Bodegas Franco-Españolas" de Logroño. 
En 1994 se fusionó con Bodegas Internacionales de Jerez de la Frontera, teniendo así dos divisiones principales.
En septiembre de 1998 salió a Bolsa de valores.
En 2013 Paternina es adquirida por United Wineries, que posteriormente cambió su denominación a Marqués de la Concordia Family of Wines. Este grupo de bodegas cuenta con marcas como Berberana, también fundada en el municipio de Ollauri, Lagunilla, Monistrol o Marqués de Griñón. . 

## Productos
Sus productos más característicos son los vinos de Rioja, algunos de los cuales se identifican con "bandas" en el etiquetado. Son los siguientes:
- vinos tintos: Banda Azul, Crianza; Banda Oro, Crianza; Clos, Crianza especial; Viña Vial, Reserva; Paternina, Reserva; Paternina, Gran Reserva; [4]
- vinos blancos: Banda Verde; [4]

De Cava:
- Paternina Brut; Paternina Brut Rosee; Paternina Semi Sec; [4]

De Rueda:
- vinos blancos: Paternina Rueda Verdejo; [4]

### Premios y Menciones
- Vinos de España - Medalla de Oro